# Kanton Saint-André-de-l'Eure
Saint-André-de-l'Eure is een kanton van het Franse departement Eure. Het kanton maakt deel uit van het arrondissement Évreux.

## Gemeenten
Het kanton Saint-André-de-l'Eure omvatte tot 2014 de volgende 30 gemeenten:
- Les Authieux
- Bois-le-Roi
- La Boissière
- Bretagnolles
- Champigny-la-Futelaye
- Chavigny-Bailleul
- Coudres
- La Couture-Boussey
- Croth
- Épieds
- Ézy-sur-Eure
- La Forêt-du-Parc
- Foucrainville
- Fresney
- Garencières
- Garennes-sur-Eure
- Grossœuvre
- L'Habit
- Ivry-la-Bataille
- Jumelles
- Lignerolles
- Marcilly-sur-Eure
- Mouettes
- Mousseaux-Neuville
- Prey
- Quessigny
- Saint-André-de-l'Eure (hoofdplaats)
- Saint-Germain-de-Fresney
- Saint-Laurent-des-Bois
- Serez

Na de herindeling van de kantons bij decreet van 25 februari 2014, met uitwerking op 22 maart 2015 telde het kanton 33 gemeenten.

Op 1 januari 2016 werden de gemeenten Garencières et Quessigny samengevoegd tot de fusiegemeente (commune nouvelle) La Baronnie.
Sindsdien omvat het kanton volgende gemeenten: 
- Les Authieux
- La Baronnie
- Bois-le-Roi
- Bretagnolles
- Champigny-la-Futelaye
- Chavigny-Bailleul
- Coudres
- La Couture-Boussey
- Croth
- Épieds
- Ézy-sur-Eure
- La Forêt-du-Parc
- Foucrainville
- Fresney
- Garennes-sur-Eure
- Grossœuvre
- L'Habit
- Ivry-la-Bataille
- Jumelles
- Lignerolles
- Louye
- Marcilly-sur-Eure
- Mesnil-sur-l'Estrée
- Mouettes
- Mousseaux-Neuville
- Muzy
- Prey
- Saint-André-de-l'Eure
- Saint-Georges-Motel
- Saint-Germain-de-Fresney
- Saint-Laurent-des-Bois
- Serez